# Sant'Omero
Sant'Omero est une commune italienne d'environ 5 300 habitants située dans la province de Teramo, dans la région Abruzzes, en Italie méridionale.

## Histoire
La famille Acquaviva obtint le fief de Sant'Omero et de Garrufo au XIVe siècle, avant de devenir les ducs d'Atri.

## Économie
La commune abrite la société italienne Mivv spécialisée dans la mise au point et la distribution de système d'échappement pour des véhicules à deux roues. 

## Administration
| Période                                  | Période  | Identité         | Étiquette | Qualité |
| ---------------------------------------- | -------- | ---------------- | --------- | ------- |
| 14 juin 2004                             | En cours | Ernano Fucilitti | Centro    |         |
| Les données manquantes sont à compléter. |          |                  |           |         |

### Hameaux
- agglomérations : Garrufo, Poggio Morello, Villa Ricci, Case Alte ;
- habitations dispersées : Bivio Sant'Omero, Casette, Villa Gatti, Barracche.

### Communes limitrophes
Bellante, Campli, Civitella del Tronto, Corropoli, Mosciano Sant'Angelo, Nereto, Sant'Egidio alla Vibrata, Torano Nuovo, Tortoreto.